# Mistrzostwa Europy juniorek w piłce siatkowej
Mistrzostwa Europy juniorek w piłce siatkowej – międzynarodowe rozgrywki siatkarskie organizowane cyklicznie (od 1982 co 2 lata) przez Europejską Konfederację Piłki Siatkowej (CEV) dla narodowych reprezentacji juniorek do lat 19 ze wszystkich europejskich krajowych związków piłki siatkowej.
Pierwszy w historii turniej o mistrzostwo Europy juniorek rozegrano na Węgrzech w Budapeszcie w 1966 roku. Do tej pory najwięcej tytułów Mistrzyń Europy Juniorek zdobywały zawodniczki Związku Radzieckiego (12 razy). Reprezentacja Polski raz zdobyła mistrzostwo (2002) oraz sześć razy uplasowała się na trzecim miejscu (1969, 1971, 1996, 2000, 2018, 2022).

## Medalistki
| 1966 | Budapeszt            | ZSRR   | NRD                 | Czechosłowacja | 5. miejsce  |
| 1969 | Ryga                 | ZSRR   | Bułgaria            | Polska         | 3. miejsce  |
| 1971 | Cecina               | ZSRR   | Rumunia             | Polska         | 3. miejsce  |
| 1973 | Utrecht              | ZSRR   | Czechosłowacja      | Węgry          | 4. miejsce  |
| 1975 | Monachium            | ZSRR   | Czechosłowacja      | NRD            | 6. miejsce  |
| 1977 | Belgrad              | ZSRR   | Czechosłowacja      | NRD            | 4. miejsce  |
| 1979 | Madryt               | ZSRR   | NRD                 | Czechosłowacja | 5. miejsce  |
| 1982 | Lohhof               | ZSRR   | Bułgaria            | Czechosłowacja | n/s         |
| 1984 | Clermont-Ferrand     | ZSRR   | Włochy              | Czechosłowacja | n/s         |
| 1986 | Sofia                | ZSRR   | NRD                 | Bułgaria       | 6. miejsce  |
| 1988 | Bormio               | ZSRR   | Włochy              | Rumunia        | 6. miejsce  |
| 1990 | Salzburg             | ZSRR   | RFN                 | Czechosłowacja | 8. miejsce  |
| 1992 | Seres                | WNP    | Czechy              | Włochy         | n/s         |
| 1994 | Debreczyn            | Rosja  | Włochy              | Niemcy         | 7. miejsce  |
| 1996 | Ankara               | Włochy | Rosja               | Polska         | 3. miejsce  |
| 1998 | Vilvoorde            | Włochy | Rosja               | Czechy         | 5. miejsce  |
| 2000 | Neuchâtel            | Czechy | Włochy              | Polska         | 3. miejsce  |
| 2002 | Zagrzeb              | Polska | Ukraina             | Białoruś       | 1. miejsce  |
| 2004 | Preszów              | Włochy | Serbia i Czarnogóra | Rosja          | 11. miejsce |
| 2006 | Saint-Dié-des-Vosges | Włochy | Chorwacja           | Ukraina        | 12. miejsce |
| 2008 | Foligno / Perugia    | Włochy | Rosja               | Turcja         | 6. miejsce  |
| 2010 | Nisz / Zrenjanin     | Włochy | Serbia              | Czechy         | 10. miejsce |
| 2012 | Ankara               | Turcja | Serbia              | Włochy         | 6. miejsce  |
| 2014 | Tartu / Tampere      | Serbia | Słowenia            | Turcja         | n/s         |
| 2016 | Győr / Nitra         | Rosja  | Serbia              | Turcja         | n/s         |
| 2018 | Tirana               | Włochy | Rosja               | Polska         | 3. miejsce  |
| 2020 | Zenica / Osijek      | Turcja | Serbia              | Białoruś       | 5. miejsce  |
| 2022 | Skopje               | Włochy | Serbia              | Polska         | 3. miejsce  |
| 2024 | Sofia / Dublin       | Turcja | Włochy              | Belgia         | 4. miejsce  |

## Klasyfikacja medalowa
Stan po ME 2022
| Miejsce | Reprezentacja       | Złoto | Srebro | Brąz | Razem |
| ------- | ------------------- | ----- | ------ | ---- | ----- |
| 1       | ZSRR                | 12    | 0      | 0    | 12    |
| 2       | Włochy              | 8     | 4      | 3    | 15    |
| 3       | Rosja               | 2     | 4      | 1    | 7     |
| 4       | Turcja              | 2     | 0      | 3    | 5     |
| 5       | Czechy              | 1     | 5      | 6    | 12    |
| 6       | Serbia              | 1     | 5      | 0    | 6     |
| 7       | Polska              | 1     | 0      | 6    | 7     |
| 8       | WNP                 | 1     | 0      | 0    | 1     |
| 9       | NRD                 | 0     | 3      | 2    | 5     |
| 10      | Bułgaria            | 0     | 2      | 1    | 3     |
| 11      | Ukraina             | 0     | 1      | 1    | 2     |
| 11      | Rumunia             | 0     | 1      | 1    | 2     |
| 13      | Słowenia            | 0     | 1      | 0    | 1     |
| 13      | Chorwacja           | 0     | 1      | 0    | 1     |
| 13      | Serbia i Czarnogóra | 0     | 1      | 0    | 1     |
| 16      | Białoruś            | 0     | 0      | 2    | 2     |
| 17      | Niemcy              | 0     | 0      | 1    | 1     |
| 17      | Węgry               | 0     | 0      | 1    | 1     |
| Razem   | Razem               | 28    | 28     | 28   | 84    |